# أدريان سيورويانو
أدريان سيورويانو (من مواليد 5 يناير 1967، كرايوفا) هو مؤرخ وسياسي وصحفي وكاتب مقالات روماني محاضر في قسم التاريخ بجامعة بوخارست، ومؤلف للعديد من الكتب التي تتناول التاريخ الروماني (وتحديداً تاريخ رومانيا الشيوعية). وهو معروف أيضًا بمساهمته كمؤلف مشارك لكتاب مدرسي في المدرسة الثانوية.